# Otto Loth
Otto Loth (* 6. März 1844 in Meißen; † 17. März 1881 in Leipzig) war ein deutscher Arabist, Orientalist und Hochschullehrer.

## Leben
Otto Loth war Sohn des königlich sächsischen Hofrats Loth und von Ottilie Loth geb. Karg. Ab 1857 besuchte er die Prinzenschule Sankt Afra (heute Sächsisches Landesgymnasium Sankt Afra) in Meißen. Von 1863 bis 1866 studierte er orientalische Philologie an der Universität Leipzig. Dort trat er der Leipziger Burschenschaft Dresdensia bei. In Leipzig galt er als Schüler von Heinrich Leberecht Fleischer und Ludolf Krehl. Am 8. Mai 1866 promovierte er in Leipzig mit seiner Dissertation Über Leben und Werke des ‚Abdallah ibn el Mu'tazz.
Im Sommer 1866 ging er nach Heidelberg und 1866/1867 nach Berlin, um Emil Roedigers Lehren zu studieren. Von 1870 bis 1872 studierte Loth arabische Manuskripte in England und danach in Tabari, Constantinopel und Ägypten. Wieder in Sachsen zurück, wurde er Ostern 1874 von der Universität Leipzig zum Professor berufen.
In den Jahren von 1874 bis 1880 übernahm Loth die Redaktion der Zeitschrift der Deutschen Morgenländischen Gesellschaft.
Am 17. März 1881 starb er nach zweitägigem Krankenlager in Leipzig.